# Frankrijk op het Eurovisiesongfestival 1959
Frankrijk deed mee aan het  Eurovisiesongfestival 1959. Het land werd vertegenwoordigd door de zanger Jean Philippe met zijn lied '"Oui, oui, oui, oui". Over de selectieprocedure is weinig bekend. Op de avond van het festival eindigde Philippe op de derde plaats. In de jaren 60 zou hij nog een keer deelnemen aan het Songfestival maar dan niet voor Frankrijk maar voor Zwitserland.

1956 · 1957 · 1958 · 1959 · 1960 · 1961 · 1962 · 1963 · 1964 · 1965 · 1966 · 1967 · 1968 · 1969 · 1970 · 1971 · 1972 · 1973 · 1974 · 1975 · 1976 · 1977 · 1978 · 1979 · 1980 · 1981 · 1982 · 1983 · 1984 · 1985 · 1986 · 1987 · 1988 · 1989 · 1990 · 1991 · 1992 · 1993 · 1994 · 1995 · 1996 · 1997 · 1998 · 1999 · 2000 · 2001 · 2002 · 2003 · 2004 · 2005 · 2006 · 2007 · 2008 · 2009 · 2010 · 2011 · 2012 · 2013 · 2014 · 2015 · 2016 · 2017 · 2018 · 2019 · 2020 · 2021 · 2022 · 2023 · 2024 · 2025